# Trichosalpinx jostii
Trichosalpinx jostii är en orkidéart som beskrevs av Carlyle August Luer och Stig Dalström. Trichosalpinx jostii ingår i släktet Trichosalpinx och familjen orkidéer. Inga underarter finns listade i Catalogue of Life.